# Saori Sakoda
Saori Sakoda (jap. 迫田 さおり, Sakoda Saori; * 18. Dezember 1987 in Kagoshima) ist eine japanische Volleyballspielerin. Sie gewann bei den Olympischen Spielen 2012 die Bronzemedaille.

## Karriere
Sakoda begann ihre Karriere an der Kagoshima-nishi High School. 2006 kam sie zu Toray Arrows. Zwei Jahre später gewann sie mit dem Verein das Double aus Pokal und Meisterschaft. 2009 und 2010 folgten zwei weitere Meistertitel. 2010 debütierte die Außenangreiferin in der japanischen Nationalmannschaft, mit der sie bei der Weltmeisterschaft den dritten Platz belegte. Mit ihrem Verein wurde Sakoda 2011 Vizemeister. Bei der Asienmeisterschaft kam sie mit Japan auf den zweiten Rang. 2012 gelang ihr mit Toray Arrows erneut das Double. Anschließend nahm Sakoda an den Olympischen Spielen in London teil und gewann die Bronzemedaille.